# Civilization IV: Warlords
Civilization IV: Warlords est la première extension du jeu Civilization IV.
Cette extension a été perçue par les joueurs comme un très gros patch plutôt qu'une véritable extension. Malgré des nouveautés, cette extension n'ajoute pas grand-chose au gameplay.
Cette extension ajoute surtout du contenu concernant les périodes de guerre, ainsi qu'un bâtiment unique pour chaque civilisation.

## Nouvelles unités
2 nouvelles unités sont disponibles pour toutes les civilisations :
- Trirème
- Trébuchet

## Bâtiments uniques
Chaque civilisation dispose maintenant d'un bâtiment unique, qui remplace un bâtiment existant, conservant les bonus de ce dernier tout en ajoutant des bonus.
| Civilisation    | Bâtiment            | Remplace…          | Changements |
| --------------- | ------------------- | ------------------ | --- |
| Amérique        | Centre Commercial   | Supermarché        | Ajoute + 20 % aux richesses et + 1 bonheur avec film, chanson et comédie                                                     |
| Angleterre      | Bourse              | Banque             | Ajoute + 15 % de richesse |
| Empire allemand | Usine d'assemblage  | Usine              | Ajoute + 2 santé, construction 50 % plus rapide , + 25 % de richesse et peut former jusqu'à 4 citoyens au métier d'ingénieur |
| Empire arabe    | Madrasa             | Bibliothèque       | Ajoute +2 culture et la possibilité d'avoir deux prêtres spécialistes                                                        |
| Aztèques        | Autel de Sacrifice  | Tribunal           | Coûte 30 marteaux de moins et diminue de 50 % la durée du mécontentement générés par les sacrifices résultant de l'esclavage |
| Chine           | Pavillon            | Théâtre            | Ajoute + 15 % de culture |
| Égypte antique  | Obélisque           | Monument           | Ajoute la possibilité d'avoir deux prêtres spécialistes                                                                      |
| Espagne         | Citadelle           | Château            | Ajoute 5 EXP aux armes de sièges créées dans la ville et diminue de 50 % les dégâts subis par les bombardements              |
| France          | Salon               | Observatoire       | Ajoute un artiste spécialiste gratuit dans la ville                                                                          |
| Grèce           | Odéon               | Colisée            | Ajoute + 3 culture, + 1 bonheur, + 1 bonheur avec chanson et la possibilité d'avoir deux artistes spécialistes               |
| Incas           | Terrasse            | Grenier            | Ajoute +2 culture |
| Inde            | Mausolée            | Prison             | Ajoute + 2 bonheur et + 1 spécialiste gratuit                                                                                |
| Japon           | Usine de Schiste    | Centrale Thermique | Ajoute + 10 % de production                                                                                                  |
| Mali            | Hôtel de Monnaie    | Forge              | Ajoute + 10 % de richesse |
| Mongolie        | Yourte              | Écurie             | Ajoute + 2 EXP aux unités montées créées dans la ville                                                                       |
| Perse           | Apothicaire         | Épicerie           | Ajoute + 2 santé |
| Rome            | Forum               | Marché             | Ajoute + 25 % à la création d'un personnage illustre                                                                         |
| Russie          | Centre de Recherche | Laboratoire        | Ajoute 2 scientifiques spécialistes possibles                                                                                |

## Nouveaux traits de civilisation
3 nouveaux types de trait de civilisation apparaissent :
- Protecteur : 
  - Les unités disposant d'arcs et d'armes à feu gagnent Exercice 1 et Garnison 1 gratuitement à leur création.
  - La vitesse de construction des Remparts et des Châteaux est doublé.
- Impérialiste :
  - La vitesse de création des Seigneurs de Guerre est augmentée de 100 %.
  - La vitesse de création des colons est augmentée de 25 %.
- Charismatique :
  - +2 bonheur par ville
  - Les unités ont besoin de 25 % d'expérience en moins pour être améliorées.
  - La vitesse de constructions des monuments et tours de radio est doublée.

Certains dirigeants existants ont eu une modification de leur traits. Par exemple, Napoléon est passé de Agressif et Industriel à Charismatique et Organisé.

## Nouvelles civilisations
6 nouvelles civilisations :
- Carthage :
  - Dirigeant : Hannibal (Financier et Charismatique)
  - Unité unique : Cavalerie numide (Archer Monté qui donne - 1 à la puissance, + 10 % de chance de repli et +50 % contre les unités rapprochées)
  - Bâtiment unique : Cothon (Port qui coute +20 marteaux et donne +1 route commerciale)
  - Capitale: Carthage
- Les Celtes :
  - Dirigeant : Brennus (Spirituel et Charismatique)
  - Unité unique : Guerrier Gaulois (Spadassin qui dispose de Guérilla 1 par défaut)
  - Bâtiment unique : Oppodum (Remparts qui donne Guérilla 1 à toutes les unités créées dans la ville)
  - Capitale: Bibracte
- La Corée :
  - Dirigeant : Wang Geon (Financier et Protecteur)
  - Unité unique : Hwacha (Catapulte avec + 50 % contre les unités rapprochées)
  - Bâtiment unique : le Sowon (Bibliothèque avec + 10 % à la recherche)
  - Capitale: Séoul
- Les Ottomans :
  - Dirigeant : Mehmed II (Accessible et Organisé)
  - Unité unique : Janissaire (Arquebusier avec + 25 % contre les unités équipées d'arcs, les unités rapprochées et les unités montées)
  - Bâtiment unique : Hammam (Aqueduc qui donne +2 bonheur)
  - Capitale: Istanbul
- Les Vikings :
  - Dirigeant : Ragnar (Agressif et Financier)
  - Unité unique : Berserker (Soldat avec masse avec Amphibie et + 10 % contre les villes)
  - Bâtiment unique : Comptoir (Phare qui donne Navigation 1 à tous les navires créés dans la ville)
  - Capitale: Nidaros
- Les Zoulous :
  - Dirigeant : Shaka (Agressif et Accessible)
  - Unité unique : Impi (Lancier avec Mobilité 1 et +1 mouvement)
  - Bâtiment unique : Ikhanda (Caserne qui coûte +10 marteaux et qui donne - 20 % à la maintenance de la ville)
  - Capitale: Ulundi

## Dirigeants supplémentaires
En plus des dirigeants des nouvelles civilisations, on en trouve de nouveaux pour les civilisations existantes :
- Ramsès II des Égyptiens (Travailleur et Spirituel)
- Staline des Russes (Agressif et Travailleur)
- Auguste César des Romains (Créatif et Organisé)
- Winston Churchill des Anglais (Protecteur et Charismatique)

## Seigneur de Guerre
Le Seigneur de Guerre est une unité illustre particulière. À chaque victoire d'une unité lors d'un combat, l'expérience gagnée par l'unité est aussi ajoutée à une barre d'expérience de guerre de la civilisation. Lorsque cette barre est remplie, un Seigneur de Guerre apparaît dans la capitale.
Le Seigneur de Guerre peut faire les actions suivantes :
- Créer une académie militaire dans une ville, ceci augmentant la vitesse de création des unités de 25 %.
- Améliorer les unités présentes sur la même case que lui, en leur fournissant un total de 20 EXP (ce total est divisé par le nombre d'unités présentes sur la case) et leur donnant le choix parmi 5 améliorations impossibles à avoir autrement.
- Devenir un spécialiste dans la ville en tant que Général Illustre, qui donne +2 EXP à toutes les unités construites dans la ville.

Ces actions détruisent le Seigneur de Guerre.

## Nouvelles merveilles
3 nouvelles merveilles :
- La Grande Muraille : crée un mur tout autour des frontières et empêche les barbares de pénêtrer à l'intérieur des frontières culturelles (même si ces frontières ont dépassé physiquement la muraille). La création d'un Seigneur de Guerre est deux fois plus rapide lorsque l'on se bat à l'interieur de ses frontières culturelles.
- Le Temple d'Artémis : double les gains d'argent perçus par les routes commerciales et offre un spécialiste Prêtre gratuit dans la ville de la merveille.
- Université de Sankoré : +2 Savoir pour chaque bâtiment correspondant à la religion d'état dans toutes les villes de la civilisation.

## Vassalité et Capitulation
La vassalité est une nouveauté de Warlords. Dans la vassalité, il y a le vassal et son maître. Une civilisation peut devenir votre vassal si vous lui faites si peur qu'elle ne voit que vous pour assurer sa sécurité (demande spontanée de sa part ou demande de votre part en la menaçant). 50 % de la population et du territoire du vassal est comptabilisé dans la victoire à la domination et à la conquête, ainsi que dans le score du maître.
Le vassal fait partie intégrante du maître. Le maître peut entrer dans le territoire du vassal comme il le désire et peut faire reposer ses unités comme s'il s'agissait de son propre territoire. Le maître peut aussi demander des ressources à son vassal même s'il les utilise (en cas du refus du vassal, c'est la guerre immédiate). Avoir un vassal augmente les coûts en maintenance des villes, réduit les faveurs des autres civilisations et augmente le bonheur tandis qu'être vassal diminue ce bonheur. Le vassal paie un tribut à chaque tour à son maître et ne peut gérer ses relations diplomatiques : il ne peut faire la paix ou déclarer la guerre et adopte automatiquement les relations diplomatiques de son maître. Cependant, il conserve les affaires internes et peut demander des ressources ou faire des échanges avec une autre civilisation. Tous les 10 tours, le vassal a le choix entre rester ou ne pas rester vassal.
La capitulation est une vassalité permanente et le vassal ne pourra jamais s'en défaire. Ce cas arrive principalement lorsqu'une civilisation est presque entièrement anéantie par une guerre. Il est parfois préférable de capituler afin de limiter la casse ou de laisser le perdant capituler afin de ne pas perdre de temps à achever la civilisation, surtout si ses dernières villes sont particulièrement bien protégées. Cependant, le vassal par capitulation peut retrouver sa liberté s'il remplit certaines conditions, comme en devenant plus fort que le maître par exemple (difficile de maintenir un état plus fort que soi sous son joug).

## Scénarios
8 nouveaux scénarios :
- L'unification de la Chine en 350 av. J.-C. : Regroupez tous les royaumes de la Chine antique sous votre bannière.
- Les guerres du Péloponèse aux alentours de 430 av. J.-C. : Conflit entre Athènes et Sparte pour la domination de la Grèce
- Les conquêtes d'Alexandre le Grand aux alentours de 330 av. J.-C. : Vous partez du sud-est de la Grèce et tentez d'annexer la Perse, l'Égypte et l'Inde
- L'ascension de Rome en 300 av. J.-C. : Battez-vous avec Rome, Carthage, la Grèce, la Gaule ou l'Égypte pour le contrôle de la Méditerranée.
- L'ère des Vikings en 800 apr. J.-C. : Effectuez des raids pour conquérir un maximum de pied à terre en Europe.
- Le déchaînement de Gengis Khan en 1206 apr. J.-C. : Marchez sur les traces du plus grand guerrier de l'Histoire de l'humanité et tentez de conquérir toute l'Asie.
- L'héritage en 1754 apr. J.-C. : Conflit entre les Anglais et les Français pour le contrôle de la vallée de la rivière Ohio.
- Barbares ! : Contrôlez les barbares et rayez toutes les civilisations de la carte !

## Accueil
| Civilization IV: Warlords |      |       |
| Média                     | Pays | Notes |
| Gamekult                  | FR   | 6/10  |
| GameSpot                  | US   | 86 %  |
| Jeuxvideo.com             | FR   | 17/20 |